# Rioseco de Soria
Rioseco de Soria település Spanyolországban, Soria tartományban. Rioseco de Soria Burgo de Osma-Ciudad de Osma, Talveila, Torreblacos, Blacos, Calatañazor, Golmayo, Quintana Redonda, Valderrodilla és Valdenebro községekkel határos. Lakosainak száma 123 fő (2024).

## Népesség
A település népessége az elmúlt években az alábbi módon változott:
| Lakosok száma | 153  | 140  | 141  | 138  | 136  | 134  | 123  | 123  | 129  | 123  |
|               | 2001 | 2004 | 2007 | 2009 | 2012 | 2014 | 2017 | 2019 | 2022 | 2024 |